# Mumtaz (actrice)
Pour les articles homonymes, voir Mumtaz.
Mumtaz, née le 31 juillet 1947 à Bombay, est une actrice indienne.
D'origines indo-iraniennes, ses parents se nomment Abdul Sameed Askari et Sardar Begum Habib Agha. Elle commence sa carrière d'actrice à l'âge de 12 ans. Elle est remarquée en 1965 dans le film à grand budget Mere Sanam. Ce succès est suivi d'un autre film important, Patthar Ke Sanam (1967). Elle est récompensée par le Filmfare Award de la meilleure actrice en 1971 pour Khilona. Elle est sélectionnée deux fois pour le Filmfare Award du meilleur second rôle féminin pour Ram Aur Shyam (1967) et Aadmi Aur Insaan (1970).
Le 29 mai 1974, elle épouse le millionnaire Mayur Madhvani dont elle a deux enfants, Natasha et Tanya. Elle quitte les plateaux en 1977 après Aaina, un échec important malgré la participation de l'acteur Rajesh Khanna et la mise en scène de Kailasam Balachander. Elle apparait une toute dernière fois dans le film Aandhiyan (1989), un autre échec. En 1996, elle reçoit un Filmfare Award pour l'ensemble de sa carrière.

## Liens
- (en) Mumtaz Site
- « Mumtaz » (présentation), sur l'Internet Movie Database